# 和賀江島
和賀江島（わかえじま/わかえのしま）は相模湾東部に位置する人工島。和賀江嶋、和賀江の築島ともいう。国の史跡に指定されている（指定名称「和賀江嶋（わかえのしま）」）。
鎌倉時代の1232年（貞永元年）に築かれた。歴史上はこれ以前に、日宋貿易の拠点である大輪田泊（摂津国）に築かれた経が島の記録があるが、その後の地形変化により失われており、和賀江島は現存する築港遺跡として日本最古のものとなっている。
現在では満潮時にはほぼ全域が海面下に隠れてしまうが、干潮時には岬の突端から西方に200メートルほどにわたって巨石の石積みが見られ、往時の姿を偲ばせる。かつては北側に数本の石柱があり、南風を避ける船を係留していた。
付近の陸地は神奈川県鎌倉市材木座にあたり、すぐ南側には逗子マリーナがある。鎌倉市と逗子市の境界に位置する。

## 歴史

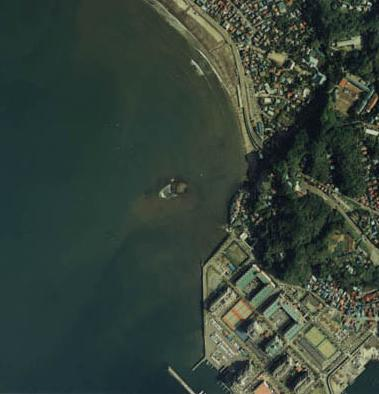
上空からの和賀江島

鎌倉幕府の開府以降、相模湾の交通量は増加していたが、付近の前浜では水深の浅い事から艀が必要であり、事故も少なくなかった。このため、1232年（貞永元年）に勧進聖の往阿弥陀仏が、相模湾東岸の飯島岬の先に港湾施設を築く許可を鎌倉幕府に願い出た。執権の北条泰時はこれを強く後援して泰時の家臣である尾藤景綱、平盛綱、諏訪盛重らが協力している。海路運ばれてきた相模国西部や伊豆国の石を用いて工事は順調に進み、同年8月3日（7月15日）に着工して8月26日（8月9日）には竣工した。なお、発起人の往阿弥陀仏は筑前国葦屋津の新宮浜でも築島を行なっていた土木技術の専門家である。1254年5月17日（建長6年4月29日）には問注所と政所それぞれの執事宛に唐船は5艘以下にするよう通達があり、南宋などから船が来港していた可能性がある。
鎌倉時代の半ば以降に忍性が極楽寺の長老となってからは、和賀江島の敷地の所有および維持・管理の権利と、その関所を出入りする商船から升米とよばれる関米を徴収する権利が極楽寺に与えられていた。1307年7月18日（徳治2年6月18日）には関米を巡る問題で訴訟を起こした記録があり、管理の一端がうかがえる。
江戸時代には和賀江島は「石蔵」や「舟入石蔵」と呼ばれ、付近の材木座村や小坪村（現・逗子市）の漁船などの係留場として使われていた。1750年（寛延3年）頃、小坪村が島の西南方に新たな出入口を切開き、被害を受けた坂之下村や材木座村との間で1764年（明和元年）に相論が起きた。翌年、出入口の幅を9尺とし、3月から9月まで7ヵ月間は口を塞ぎ、残りの10月から2月までの5ヵ月に使用するという条件で和解したという。

また鶴岡八幡宮の修復工事の際には材木や石を運ぶ船が停泊しており、少なくとも1696年（元禄9年）から翌年と1781年（天明元年）には八幡宮とともに島の修復工事も実施された。1826年（文政9年）の八幡宮修理に際しては、満潮時には1m以上海中に隠れるようになってしまっているとして材木座村が島の修復を願い出ている。

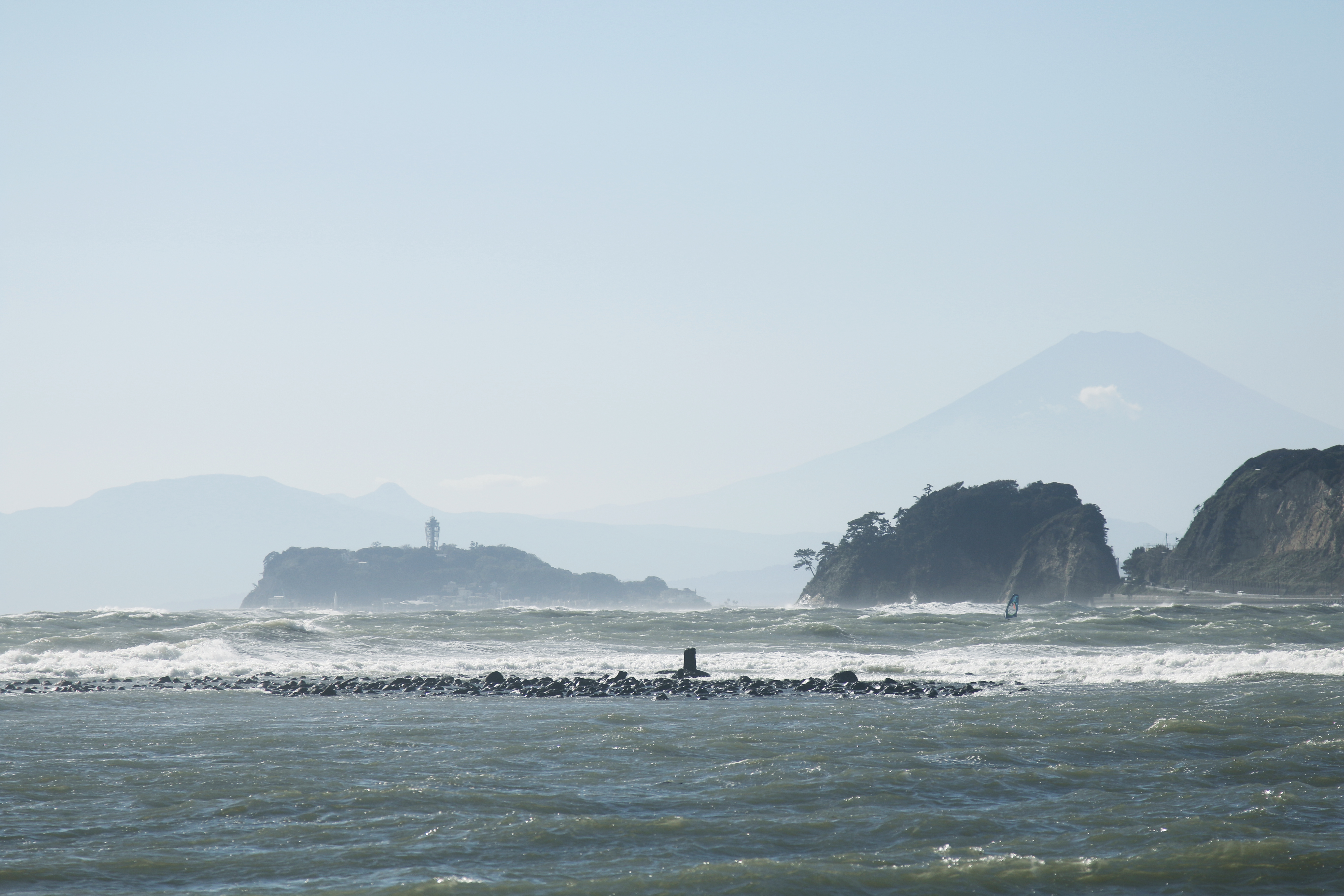
和賀江島と江ノ島、富士山
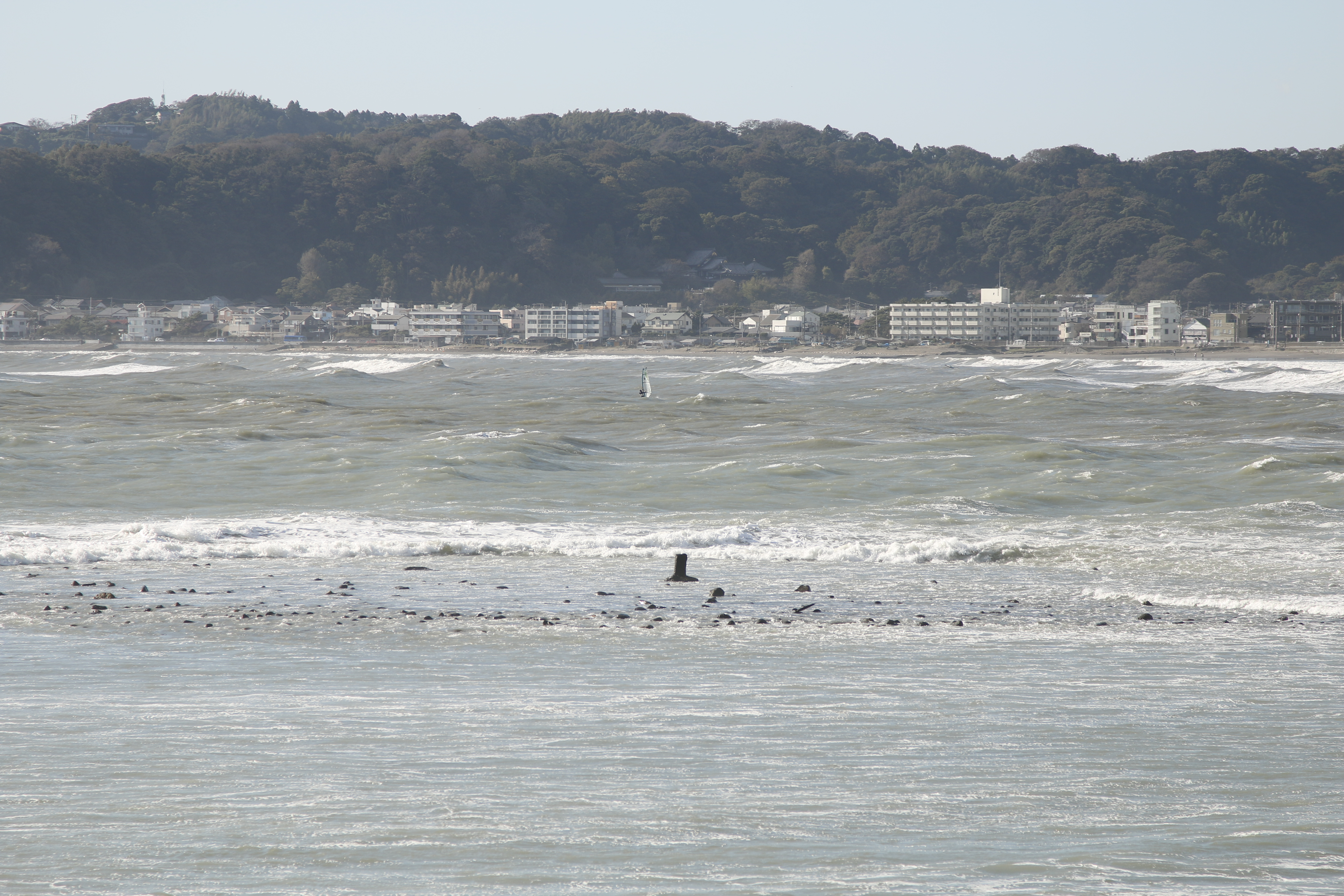
水面からわずかに顔を出す和賀江島
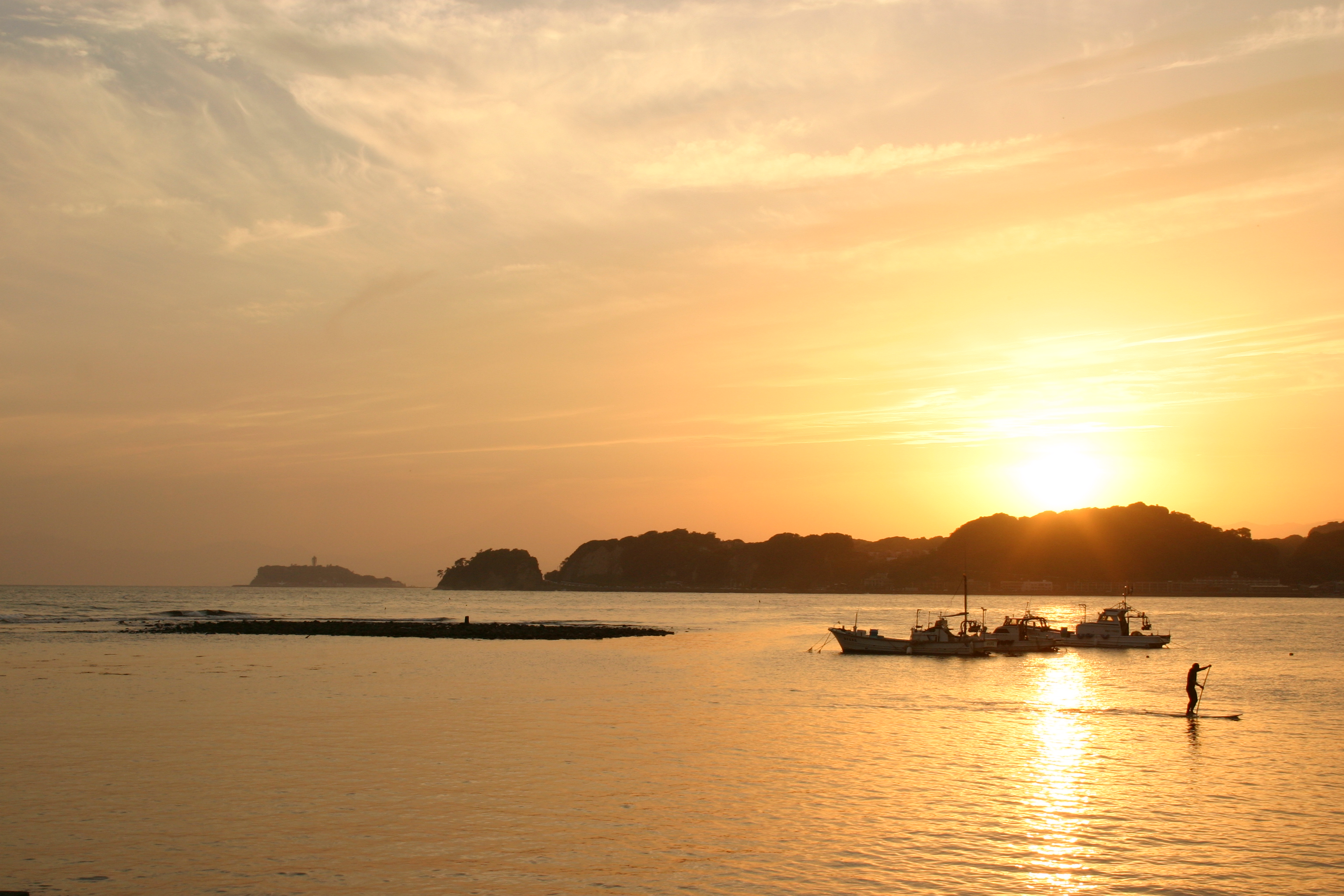
夕暮れの和賀江島
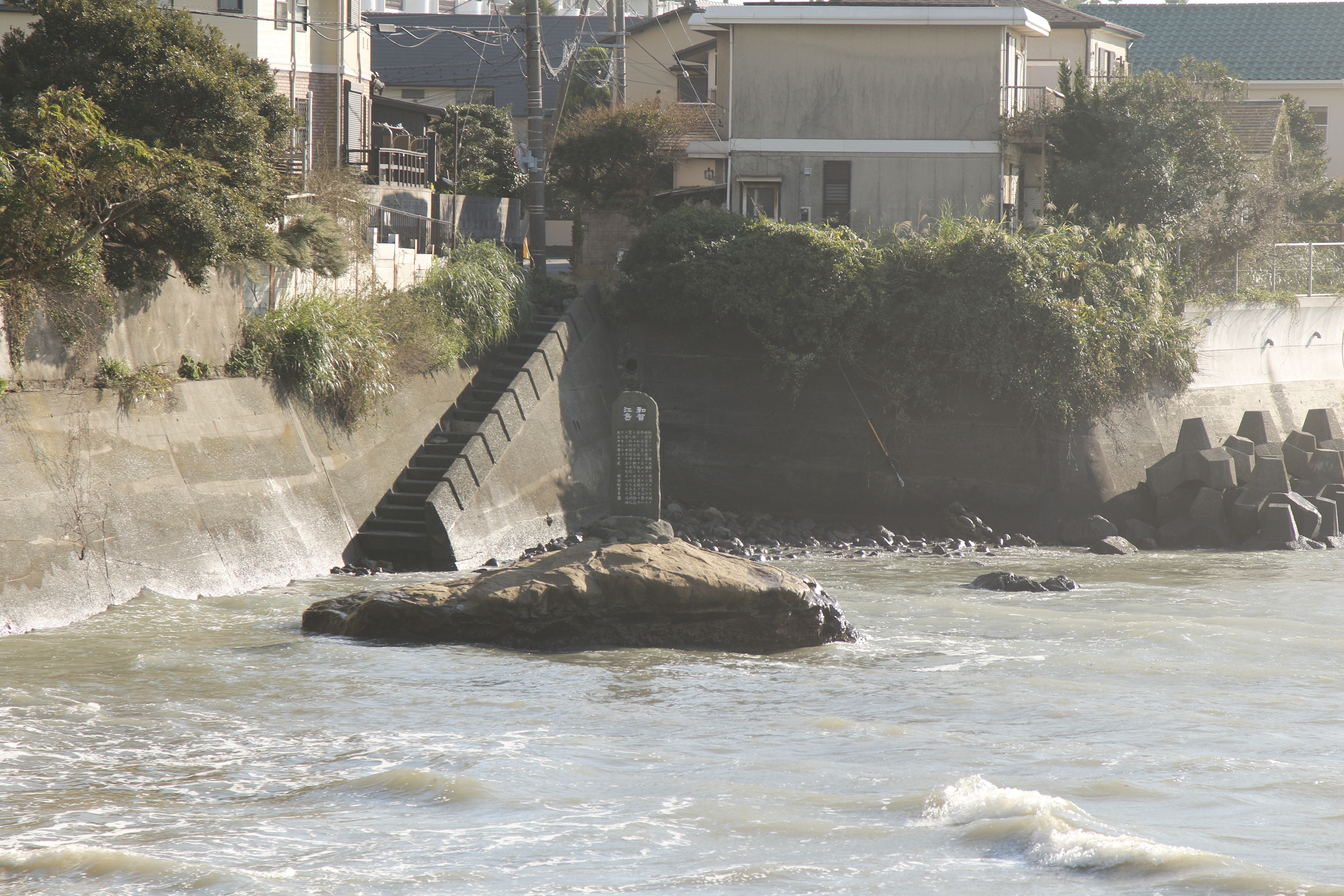
和賀江島石碑

## 史跡沿革
- 1968年（昭和43年）10月14日 - 「和歌江嶋」（わかえのしま）として国の史跡に指定[10]。
- 2006年（平成18年）1月26日 - 地域追加指定[11]。

## 関連文献
- 河井恒久 等編 編「巻之七 和賀江島」『新編鎌倉志』 第5冊、大日本地誌大系刊行会〈大日本地誌大系〉、1915年、130頁。NDLJP:952770/80。